# Jacint Feliu i Utzet
Jacint Feliu i Utzet (Mataró, 13 de desembre de 1787 - Barcelona, 25 de març de 1867) fou un matemàtic, cal·lígraf i sacerdot membre de l'orde de l'Escola Pia, de la qual va ser-ne el restaurador a l'Espanya del segle xix.

## Biografia
Fill d'artesans, va ser alumne de l'Escola Pia de Santa Anna que, al segle xviii, l'Ajuntament mataroní aconseguí instaurar per dotar a la ciutat d'una institució educativa de notable qualitat per a l'època. Allà Jacint Feliu estudià retòrica i s'interessà per l'aritmètica com a deixeble del pare Francesc Ferrer.
Resolgué ser escolapi i el 1802 ingressà al noviciat a Moià, on als estudis afegí el conreu de les matemàtiques i la cal·ligrafia. Professà el 26 de desembre de 1804.
Acabà la seva formació eclesiàstica coincidint en la invasió napoleònica. El 1810, en plena Guerra del Francès, es refugià a Mallorca, on emprengué amb altres dos escolapis la fundació d'un col·legi a Palma. En aquesta ciutat, pel mes de maig de 1811, el «Consell de Regència» disposà la creació de l'Acadèmia Militar del Cos d'Enginyers. Feliu i Utzet esdevingué professor de matemàtiques de l'Acadèmia.
Quan l'Acadèmia es traslladà a Gandia i després a València, hi continuà com a professor de matemàtiques. El 1823, amb el restabliment de la monarquia absolutista de Ferran VII, són clausurades les acadèmies militars. En conseqüència, Jacint Feliu s'integrà a l'Escola Pia de Sant Anton de Barcelona on instaurà una càtedra de matemàtiques. Aquell mateix any és elegit membre de l'Acadèmia de Ciències i Arts de Barcelona.
Tot i això, en crear-se l'Acadèmia General Militar a Segòvia, fou nomenat professor de matemàtiques, l'únic professor no militar i un dels millors matemàtics del seu temps. El 1837, com a resultat d'un atac dels carlins, va ser traslladada a Madrid. El desembre de 1843 l'hi fou atorgada la creu de l'Orde de Carles III. Continuà a Madrid com a professor de l'Acadèmia fins al 1845.
L'octubre d'aquell any Feliu i Utzet fou nomenat provincial dels escolapis de Catalunya, orde que havia estat restaurada per llei el mes de març d'aquell any. Després de deu anys de supressió dels ordes religiosos i d'enfrontaments entre els governs espanyols i l'Església oberts amb les lleis i decrets de desamortització i exclaustració. El pare Jacint Feliu en va ser un dels mediadors per assolir una solució, ja que comptava entre els seus exalumnes a destacats militars que sustentaven el govern que presidia el general Narváez que obria la conservadora dècada moderada del regnat d'Isabel II. El primer de març de 1845, una llei d'article únic, restablia l'Escola Pia a la seva situació anterior a les disposicions restrictives de 1834 i 1837. El 1846 Jacint Feliu era designat, pel nou papa Pius IX, responsable màxim de l'Escola Pia espanyola. El pare Feliu inicià l'adaptació dels col·legis escolapis a la legislació educativa de l'Estat.
Impulsà, des del seu càrrec, la reorganització de la formació dels escolapis com a professors, que responia a les noves demandes de la societat liberal on significativament es reforçaven els continguts de matemàtiques i de ciències. En consonància amb la nova formulació del batxillerat del Pla Pidal que incorporava matèries tècniques i científiques enfront dels antics estudis d'humanitats. Jacint Feliu proposà una funcional actualització de l'objectiu d'educar en la «Pietat i les Lletres» a la nova societat industrial i comercial que, no sense retard, emergia a Espanya. I dins una Església, que amb dificultat, trobava el seu encaix en la societat liberal.
Fundà nous col·legis escolapis a Olot, Reus, Terrassa, Casp, Granada, Yecla, Úbeda i Alcalá de Henares. D'acord amb la voluntat del govern intensificà la presència escolàpia a Cuba. El 1850 rebia la gran creu de l'Orde Americà d'Isabel la Catòlica.
També acomboià decididament, davant del govern espanyol i de la Santa Seu, la fundació de la branca femenina de l'Escola Pia que impulsava Paula Montal.
Després de reiterades peticions seves, el 1864 fou rellevat del seu càrrec i passà a residir a Barcelona on restà els seus darrers anys.

## Obres
- Colección de muestras de letra bastarda para uso de las Escuelas Pías de Cataluña. Palma: Máximo Cipriano Maré. 1813.
- Elementos de gramática castellana, ortografía y calografía con la colección de muestra de letra bastarda. Palma: Felipe Guasp, 1813.
- Lecciones de Aritmética para	uso de los jóvenes que desean continuar el estudio de la Matemáticas. Barcelona: Juan Francisco Piferrer.1846
- Lecciones compendiadas de	aritmética para uso de las Escuelas Pías. Mataró: Josep Abadal. 1846
- Tablas de logaritmos de los números y líneas trigonométricas para uso de los caballeros cadetes del Colegio General Militar con la explicación de la teoría de los logaritmos y de las mismas tablas. Madrid: José M. Gómez Colón y Cía, 1847.http://bdh-rd.bne.es/viewer.vm?id=0000116962&page=1
- Tratado elemental de Matemáticas para uso del Colegio General Militar. Lecciones explicadas a los Caballeros CaBibliografiadetes. Madrid: José M. Gómez Colón y Cia., 1847.